# Esclassan-Labastide
Esclassan-Labastide är en kommun i departementet Gers i regionen Occitanien i sydvästra Frankrike. Kommunen ligger i kantonen Masseube som tillhör arrondissementet Mirande. År 2022 hade Esclassan-Labastide 345 invånare.

## Befolkningsutveckling
Antalet invånare i kommunen Esclassan-Labastide
Referens:INSEE